# V.League 1 (2011)
V.League 1 (2011) – 28. edycja najwyższej piłkarskiej klasy rozgrywkowej w Wietnamie. W rozgrywkach wzięło udział 14 drużyn, grając systemem kołowym. Sezon rozpoczął się 22 stycznia, a zakończył 21 sierpnia 2011 roku. Tytułu nie obroniła drużyna Hà Nội T&T. Nowym mistrzem Wietnamu został zespół Sông Lam Nghệ An. Tytuł króla strzelców zdobył Argentyńczyk Gastón Merlo, który w barwach klubu SHB Ðà Nẵng strzelił 21 bramek.

## Drużyny
| Drużyna                      | Miasto      | Stadion                   | Pojemność |
| ---------------------------- | ----------- | ------------------------- | --------- |
| Becamex Bình Dương           | Thủ Dầu Một | Stadion Gò Đậu            | 18 250    |
| Ðồng Tâm Long An             | Tân An      | Stadion Long An           | 19 975    |
| Đồng Tháp Rubber Corporation | Cao Lãnh    | Stadion Cao Lãnh          | 20 000    |
| Hà Nội ACB                   | Hanoi       | Stadion Hàng Đẫy          | 22 500    |
| Hòa Phát Hanoi               | Hanoi       | Stadion Hàng Đẫy          | 22 500    |
| Hoàng Anh Gia Lai            | Pleiku      | Stadion Pleiku            | 15 000    |
| Khatoco Khánh Hoà            | Nha Trang   | Stadion 19 Sierpnia       | 25 000    |
| Lam Sơn Thanh Hóa            | Thanh Hóa   | Stadion Thanh Hóa         | 14 000    |
| Navibank Sài Gòn             | Ho Chi Minh | Stadion Thống Nhất        | 25 000    |
| SHB Ðà Nẵng                  | Đà Nẵng     | Stadion Chi Lăng          | 30 000    |
| Sông Lam Nghệ An             | Vinh        | Stadion Vinh Stadium      | 22 000    |
| Hà Nội T&T                   | Hanoi       | Stadion Hàng Đẫy          | 22 500    |
| Hải Phòng FC                 | Hajfong     | Stadion Lạch Tray Stadium | 28 000    |
| Vissai Nình Binh             | Ninh Bình   | Stadion Ninh Bình         | 22 000    |

## Tabela końcowa
|    | Klub                         | M  | Z  | R | P  | Br+ | Br- | Br+/- | Pkt | Uwagi                                 |
| 1  | Sông Lam Nghệ An             | 26 | 15 | 4 | 7  | 48  | 29  | +19   | 49  | Mistrz Puchar AFC 2012 – faza grupowa |
| 2  | Hà Nội T&T                   | 26 | 13 | 7 | 6  | 51  | 31  | +20   | 46  |                                       |
| 3  | SHB Ðà Nẵng                  | 26 | 12 | 8 | 6  | 49  | 32  | +17   | 44  |                                       |
| 4  | Vissai Ninh Bình             | 26 | 11 | 6 | 9  | 37  | 35  | +2    | 39  |                                       |
| 5  | Đồng Tháp Rubber Corporation | 26 | 10 | 7 | 9  | 38  | 44  | −6    | 37  |                                       |
| 6  | Becamex Bình Dương           | 26 | 9  | 9 | 8  | 40  | 42  | −2    | 36  |                                       |
| 7  | Lam Sơn Thanh Hóa            | 26 | 9  | 7 | 10 | 44  | 41  | +3    | 34  |                                       |
| 8  | Navibank Sài Gòn             | 26 | 9  | 7 | 10 | 36  | 37  | −1    | 34  | Puchar AFC 2012 – faza grupowa        |
| 9  | Hoàng Anh Gia Lai            | 26 | 8  | 8 | 10 | 49  | 46  | +3    | 32  |                                       |
| 10 | Hòa Phát Hanoi               | 26 | 9  | 5 | 12 | 38  | 40  | −2    | 32  |                                       |
| 11 | Khatoco Khánh Hoà            | 26 | 9  | 5 | 12 | 28  | 34  | −6    | 32  |                                       |
| 12 | Hải Phòng FC                 | 26 | 7  | 9 | 10 | 28  | 40  | −12   | 30  |                                       |
| 13 | Đồng Tâm Long An             | 26 | 8  | 6 | 12 | 31  | 44  | −13   | 30  | Spadek                                |
| 14 | Hà Nội ACB                   | 26 | 8  | 2 | 16 | 36  | 58  | −22   | 26  | Spadek                                |

Źródło: RSSSF

## Najlepsi strzelcy
| L.p. | Piłkarz           | Drużyna                      | Bramki |
| ---- | ----------------- | ---------------------------- | ------ |
| 1    | Gastón Merlo      | SHB Ðà Nẵng                  | 21     |
| 2    | Evaldo            | Hoàng Anh Gia Lai            | 20     |
| 3    | Samson Kayode     | Đồng Tháp Rubber Corporation | 17     |
| 4    | Lucas Cantoro     | Hà Nội ACB                   | 16     |
| 5    | Pape Omar Fayé    | Lam Sơn Thanh Hóa            | 15     |
| 6    | Timothy Anjembe   | Hòa Phát Hanoi               | 13     |
| 6    | Gustavo Dourado   | The Vissai Ninh Bình         | 13     |
| 8    | Gonzalo Marronkle | Hà Nội T&T                   | 12     |
| 9    | Thiago            | Hải Phòng FC                 | 11     |
| 10   | Leandro           | Becamex Bình Dương           | 10     |
| 10   | Lê Công Vinh      | Hà Nội T&T                   | 10     |
| 10   | Hoàng Đình Tùng   | Lam Sơn Thanh Hóa            | 10     |